# Sobekmose
Sobekmose war Schatzhausvorsteher unter dem altägyptischen König Amenophis III., in der 18. Dynastie.

## Belege
Sobekmose ist vor allem von seinem Grab bei El-Rizeiqat, südlich von Luxor bekannt. Das Grab wurde 1908 entdeckt und die mit versenkten Reliefs dekorierte Grabkammer wurde in Museen nach Boston und New York gebracht. In den Inschriften der Grabkammer berichtet Sobekmose, dass er Alabaster aus Hatnub für Bauprojekte des Herrschers herbeibrachte.

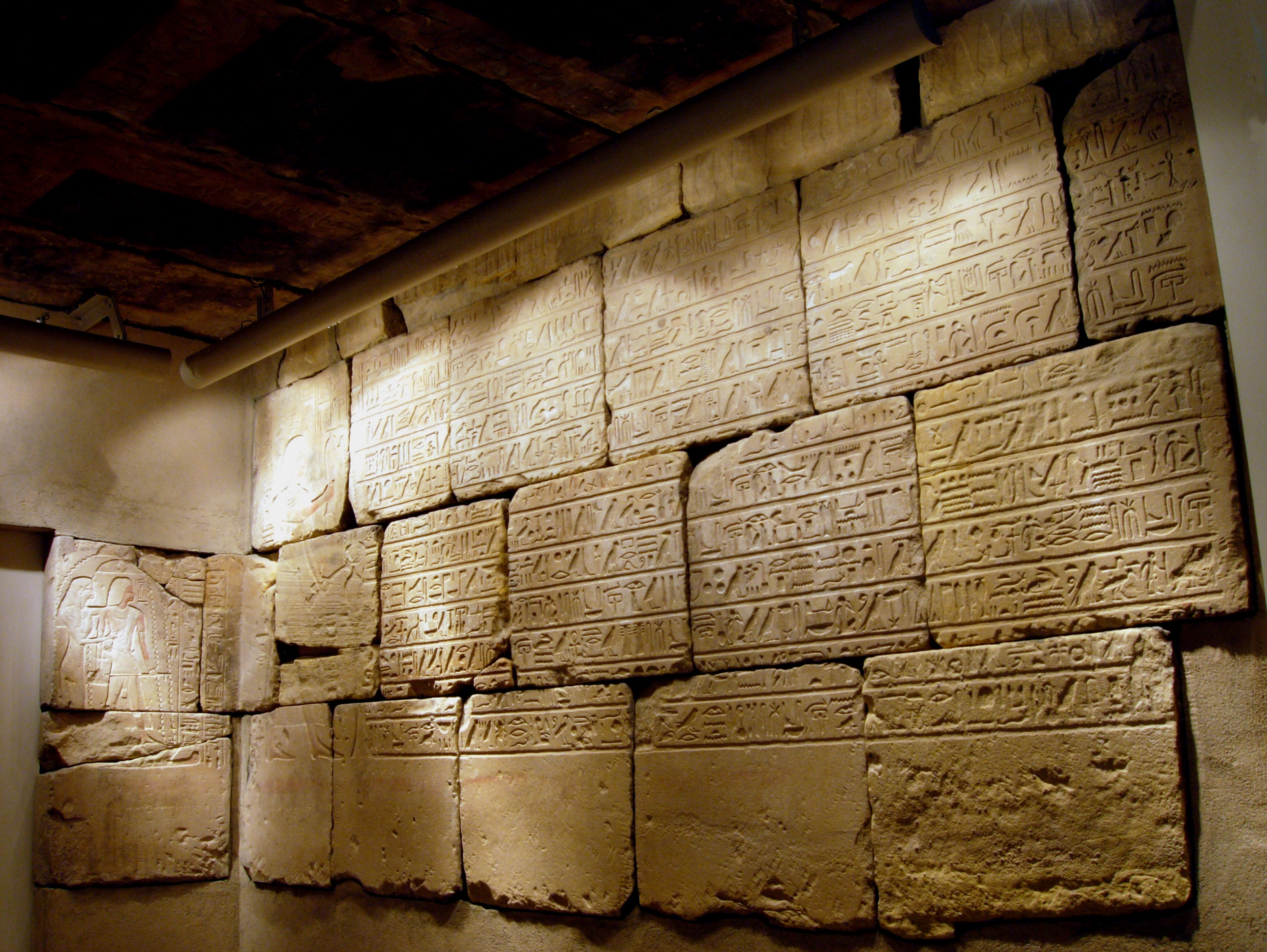
Grab von Sobekmose. MET

## Titel
Sobekmose trug neben seinem Amtstitel „Schatzhausvorsteher“ die Titel „Vorsteher der beiden Silberhäuser“ und „Vorsteher der beiden Goldhäuser“, was die ausführliche Titulatur eines Schatzhausvorstehers darstellt.
Ein weiterer Titel des Sobekmose belegt, dass er am Tempel des Herrschers von Luxor baute. Sobekmose ist im ersten Sedfest von Amenophis III., in dessen 30. Jahr belegt, was einen Hinweis auf seine Einordnung innerhalb der Regierungszeit des Herrschers bietet. Als sein Amtsnachfolger ist sein Sohn Sobekhotep Panehesi bezeugt, der schon im 36. Jahr des Herrschers im Amt war.